# Серапионовы братья

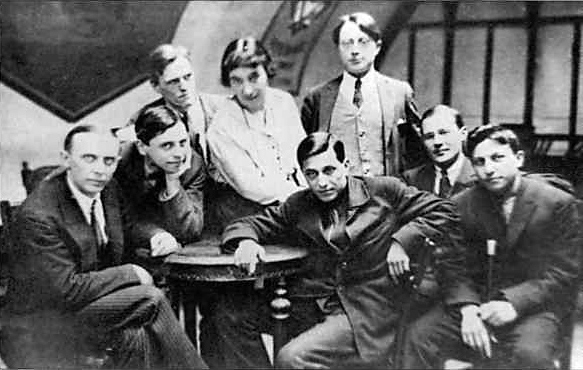
Серапионовы братья.
Слева направо: К. Федин, М. Слонимский, Н. Тихонов, Е. Полонская, М. Зощенко, Н. Никитин, И. Груздев, В. Каверин

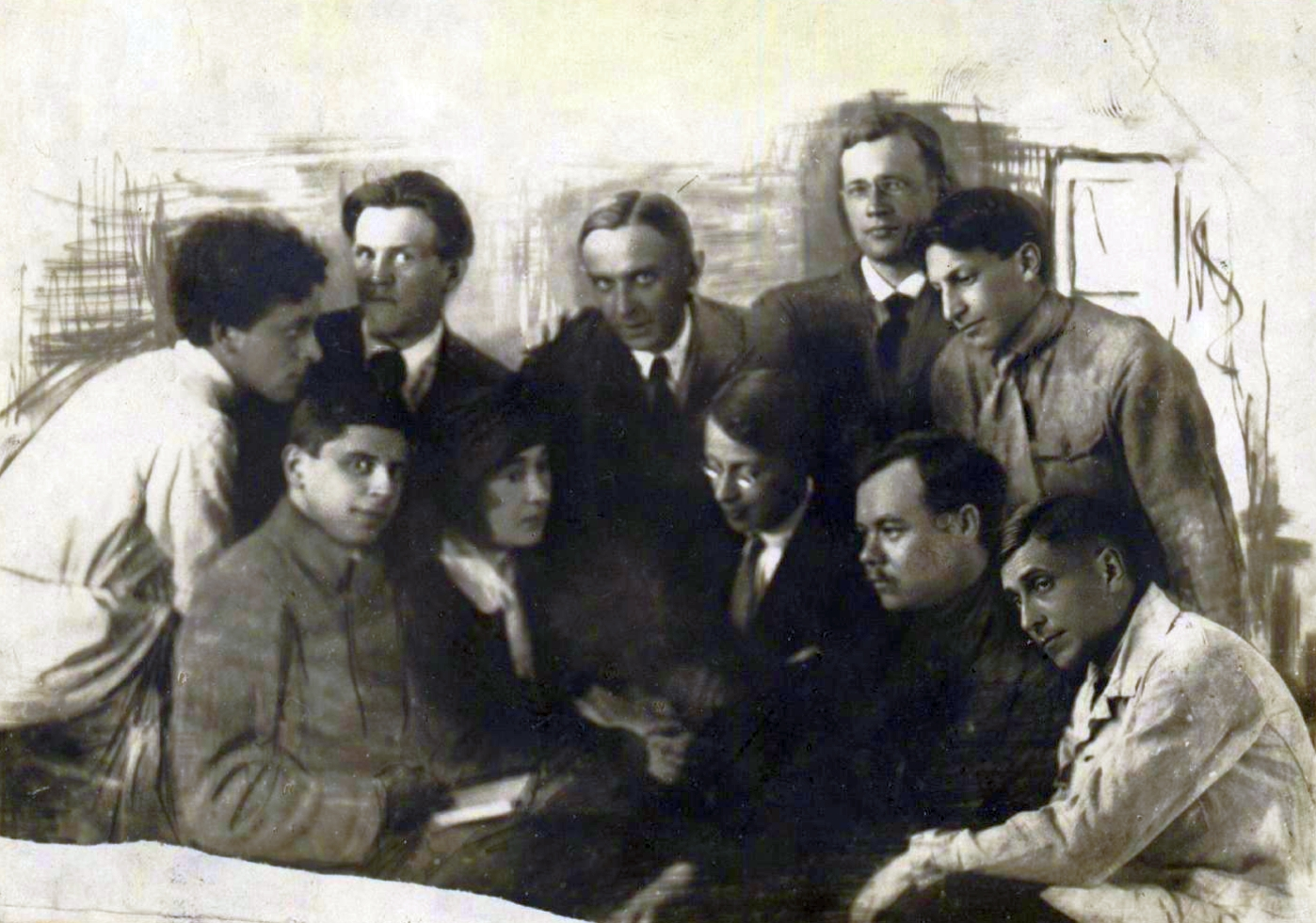
Лев Лунц. Фото «Серапионовых братьев», 1920-е годы

«Серапио́новы бра́тья» — объединение молодых писателей (прозаиков, поэтов и критиков), возникшее в Петрограде 1 февраля 1921 года. Название заимствовано из сборника новелл немецкого романтика Э. Т. А. Гофмана «Серапионовы братья», в которых фигурирует литературное содружество имени пустынника Серапиона.

## История
Первоначально группа сложилась из кружка учеников Евгения Замятина и Виктора Шкловского, занимавшихся в «Доме искусств», а затем в «Литературной студии» под руководством Корнея Чуковского, Николая Гумилёва и Бориса Эйхенбаума.
Первое заседание «Серапионовых братьев» состоялось в «Литературной студии» 1 февраля 1921 года, от этого дня шло «серапионовское летосчисление». Почти сразу приём новых членов был ужесточён, а затем и прекращён вовсе. Членами объединения были Лев Лунц, Илья Груздев, Михаил Зощенко, Вениамин Каверин, Николай Никитин, Михаил Слонимский, Елизавета Полонская, Константин Федин, Николай Тихонов, Всеволод Иванов. В начале существования группы среди её членов был и Владимир Познер, который вскоре покинул Россию вместе с родителями и потерял связь с «Серапионовыми братьями». «Канонический» состав группы запечатлён на фотографии 1921 года.
Упоминание Ахматовой, Шкловского и иных авторов, официально не входивших в группу, объясняется тем, что у молодых литераторов имелось немало друзей и единомышленников, многие из них регулярно посещали серапионовские собрания, участвовали в обсуждении новых произведений. Не являясь «серапионами» в полном смысле слова, не были они и «гостишками» — так именовали людей случайных или не слишком близких группе, допускавшихся на открытые собрания (иногда заседания проходили в узком кругу, где присутствовали одни «братья»).
В своих декларациях объединение в противовес принципам пролетарской литературы подчёркивало своё безразличие к политичности автора, главное для них было качество произведения («И нам всё равно, с кем был Блок-поэт, автор „Двенадцати“, Бунин-писатель, автор „Господина из Сан-Франциско“»). Наиболее полно позиции «Серапионовых братьев» выражены в статье «Почему мы Серапионовы братья» («Литературные записки», 1922, № 3), подписанной Львом Лунцем, в которой на вопрос «С кем же вы, Серапионовы братья? С коммунистами или против коммунистов? За революцию или против революции?» прозвучал ответ: «Мы с пустынником Серапионом». Михаил Зощенко прямо заявлял: «С точки зрения партийных я беспринципный человек… Я не коммунист, не монархист, не эс-эр, а просто русский» (там же). «Серапионовы братья» в ряде статей выступали против идейности в искусстве («Мы пишем не для пропаганды», декларировал Лев Лунц), отстаивая старый тезис идеалистической эстетики о незаинтересованности эстетического наслаждения.
С точки зрения партийной критики, позиции объединения отражали идеологию растерявшейся мелкобуржуазной интеллигенции после Октябрьской революции. Опубликованные декларации и альманах «Серапионовы братья» (Пг., «Алконост», 1922) вызвали оживлённую дискуссию. Владимир Фриче, Валериан Полянский, Пётр Коган и другие в своих выступлениях резко критиковали декларации «Серапионовых братьев» за их «враждебность пролетарской идеологии» и нарочитую аполитичность.
Однако с самого своего возникновения объединение не было однородным ни по политическим, ни по литературным симпатиям его членов. Между декларациями и творческой практикой большинства «Серапионовых братьев» наблюдалось противоречие. Если часть «братьев» стремилась соответствовать заявленным принципам аполитичности, то другие пытались осознать подлинное значение процессов советской действительности. Так, Всеволод Иванов опубликовал повесть «Бронепоезд № 14—69» («Красная новь», 1922, кн. 6) и другие произведения партизанского цикла. Не соответствовали декларациям «Серапионовых братьев» творческие устремления Николая Тихонова, целый ряд стихотворений которого («Баллада о синем пакете», «Баллада о гвоздях» и др.) стал официально считаться классикой советской революционной поэзии, а поэма «Сами» была отнесена официальным партийно-идеологическим литературоведением к числу «лучших произведений, посвящённых Ленину». Большие общественные проблемы поднимались с партийных позиций и в произведениях Константина Федина, Николая Никитина, Михаила Слонимского.
Принципиально различными были и стилистические особенности творчества «братьев». Так, Каверин, Зощенко стремились к объективному изображению действительности, в то время как, например, уже в ранних произведениях Всеволода Иванова ярко сказывается увлечённость автора пафосом партизанской борьбы против белых. Чуждой оказалась ряду «серапионовцев» и ориентация на западную сюжетную прозу (Дюма, Стивенсон, Киплинг, Конан Дойль), провозглашённая в статье Льва Лунца «На Запад» («Беседы», 1923, № 3). В то время как так называемое «западное крыло» объединения (Л. Лунц, В. Каверин, М. Слонимский) в центр внимания ставило авантюрный остросюжетный жанр — «западную новеллу», «восточное крыло» объединения (М. Зощенко, Вс. Иванов и др.) работало над бытовым рассказом, используя фольклорный материал. Отсутствие единства литературно-политических и творческих принципов «Серапионовых братьев» вызвало резкое недовольство Евгения Замятина, заявившего, что почти все «Серапионовы братья» «сошли с рельс и поскакивают по шпалам» («Литературные записки», 1922, № 1). Пестроту идеологических убеждений вынужден был признать Лев Лунц, писавший — «у каждого из нас есть идеология, есть и политические убеждения, каждый хату свою в свой цвет красит», и с горечью констатировавший наличие у них «идеологических расхождений».
В 1921 году эмигрировали покровительствовавшие группе Горький и Шкловский, в этом же году уехал в Париж Познер, в 1923 году уехал в Германию на лечение Лунц, в 1924 году перебрались в Москву Никитин и Иванов. С 1923—1924 году объединение начало хиреть, а в 1926 году совсем прекратило свои собрания, однако не было официально распущено.
Сопровождавшие строительство коммунизма репрессии и усиление цензурного гнёта вынудили часть «серапионовцев» принять платформу советской власти:
- «Похищение Европы» Федина,
- «Кочевники» и «Война» Тихонова,
- «Повесть о Левинэ» Слонимского
- и ряд произведений других бывших членов объединения

говорят об их разрыве с идеей «беспартийности художника».